# Tetere
Der Tetere (russisch Тэтэрэ) ist ein 486 km langer rechter Nebenfluss der Steinigen Tunguska in der Oblast Irkutsk und der Region Krasnojarsk im asiatischen Teil Russlands.

## Verlauf
Der Tetere entspringt auf dem Zentraltungusischen Plateau (Zentralnotungusskoje plato) im Ostteil des Mittelsibirischen Berglands, gut 200 km nordwestlich der Stadt Kirensk an der Lena. Er fließt in weiten Bögen zunächst in insgesamt nordwestlicher, dann in westlicher Richtung über das Plateau. Im abschnittsweise tief eingeschnittenen, felsigen Tal gibt es viele Stromschnellen. Der Fluss mündet gut 20 km südlich (flussaufwärts) des Dorfes Wanawara in die Steinige Tunguska.
Das Einzugsgebiet des Tetere umfasst 13.700 km². Die bedeutendsten Nebenflüsse sind Nemui (Länge 94 km), Segotschamba (119 km), Dschelindukon (153 km) und Paiga (110 km), alle von rechts. Von Oktober bis Mai friert der Fluss zu.
Der Tetere durchfließt ein sehr dünn besiedeltes Gebiet. Am Fluss gibt es heute keine Ortschaften; frühere Siedlungen, wie das nach dem Fluss benannte Tetere am Oberlauf unweit der Einmündung des Nemui, wurden vor den 1980er Jahren aufgegeben.